# Gardiner (hrabstwo Park)
Gardiner – jednostka osadnicza w Stanach Zjednoczonych, w stanie Montana, w hrabstwie Park.